# Jakow Fiedorienko
Jakow Nikołajewicz Fiedorienko (ros. Я́ков Никола́евич Федоренко, ur. 10 października?/22 października 1896 w słobodzie Careborysiw (obecnie Czerwonyj Oskił w rejonie iziumskim), zm. 26 marca 1947 w Moskwie) – radziecki dowódca wojskowy, marszałek wojsk pancernych (1944), zastępca ludowego komisarza obrony ZSRR (1941–1943).

## Życiorys
Po ukończeniu szkoły cerkiewnej pracował jako pastuch, woźnica, robotnik rolny, robotnik w kopalniach Donbasu, w zakładach solnych w Słowiańsku. 1915 wcielony do carskiej marynarki wojennej, ukończył szkołę Floty Czarnomorskiej, po rewolucji lutowej wybrany przewodniczącym komitetu okrętowego. 
Od lutego 1917 członek SDPRR(b). 
Podczas rewolucji październikowej dowodził oddziałem marynarzy, którzy uczestniczyli w ustanowieniu bolszewickiej władzy w Odessie, zaraz po rewolucji wstąpił do Czerwonej Gwardii, od lutego 1918 w Armii Czerwonej. Podczas wojny domowej w Rosji komisarz sztabu 2 Armii Rewolucyjnej (Jekaterynosław – obecnie Dniepr), dowódca i komisarz pociągu pancernego nr 4, w 1920 dowódca grupy pancernej 13 Armii. Walczył z Korpusem Czechosłowackim i z wojskami adm. Kołczaka na froncie wschodnim, na froncie północnym z wojskami Judenicza, na froncie zachodnim z Polską oraz na froncie południowym przeciwko wojskom Wrangla. Dwukrotnie ranny i raz kontuzjowany w walce. 
Po wojnie dowódca oddziałów pancernych, 1924 ukończył Wyższą Szkołę Dowódców Artylerii, 1930 kursy partyjno-politycznego przygotowania wyższych dowódców przy Wojskowej Akademii Politycznej im. Tołmaczowa, a 1934 Wojskową Akademię Polityczną Armii Czerwonej im. Frunzego. Od 1934 w wojskach pancernych, dowódca 3 samodzielnego pułku czołgów w Moskiewskim Okręgu Wojskowym, od maja 1935 dowódca 15 Brygady Zmechanizowanej Ukraińskiego Okręgu Wojskowego, 26 listopada 1935 mianowany kombrygiem. Od sierpnia 1937 szef wojsk pancernych w Kijowskim Okręgu Wojskowym, od 4 czerwca 1940 generał porucznik. Od 20 lipca 1941 do maja 1943 zastępca ludowego komisarza obrony ZSRR, od 1 stycznia 1943 generał pułkownik wojsk pancernych. Przedstawiciel Stawki Najwyższego Naczelnego Dowództwa w bitwie pod Moskwą, Stalingradem i Kurskiem, uczestnik operacji na froncie północno-zachodnim 1942, operacji na Froncie Briańskim latem 1943 i na Froncie Woroneskim 1943. 21 lutego 1944 mianowany marszałkiem wojsk pancernych. Od kwietnia 1946 dowódca wojsk pancernych i zmechanizowanych lądowych sił ZSRR. Deputowany do Rady Najwyższej ZSRR 2 kadencji. Pochowany na Cmentarzu Nowodziewiczym. Jego imieniem nazwano ulice w Moskwie, Charkowie i Doniecku.

## Awanse
- gen. por. wojsk pancernych 04 czerwca 1940;
- gen. płk wojsk pancernych 01 stycznia 1943;
- marszałek wojsk pancernych 21 lutego 1944.

## Odznaczenia
- Order Lenina (czterokrotnie)
- Order Czerwonego Sztandaru (dwukrotnie)
- Order Suworowa I klasy
- Order Kutuzowa I klasy
- Medal jubileuszowy „XX lat Robotniczo-Chłopskiej Armii Czerwonej”
- Order Krzyża Grunwaldu I klasy (Polska - uchwała KRN z 21 maja 1946)[2]